# NGC 6698
NGC 6698 est un groupe d'étoiles, ou un amas ouvert, situé dans la constellation du Sagittaire. L'astronome germano-britannique William Herschel a enregistré la position de ce groupe d'étoiles le 12 juillet 1784.
Les bases de données NASA/IPAC et Simbad ainsi que A. L. Tadross  indiquent que NGC 6698 est un amas ouvert. Cependant, NGC 6698 ne figure pas dans la base de données WEBDA, un site WEB consacré aux amas ouverts. Selon Tadross, cet amas serait âgé de 1,9 ± 0,07 milliards d'années. Les amas ouverts survivent en général quelques dizaines ou centaines de millions d'années, car la gravité de l'ensemble n'est pas suffisamment grande pour retenir les étoiles et elles finissent par se disperser dans la Voie lactée. Il est donc plus probable que NGC 6698 soit un groupe d'étoiles qu'un amas ouvert, comme le soutiennent le professeur Seligman et Wolfgang Steinicke.